# Chlorotettix maximus
Chlorotettix maximus är en insektsart som beskrevs av Berg 1879. Chlorotettix maximus ingår i släktet Chlorotettix och familjen dvärgstritar. Inga underarter finns listade i Catalogue of Life.